# Vind
För andra betydelser, se Vind (olika betydelser).

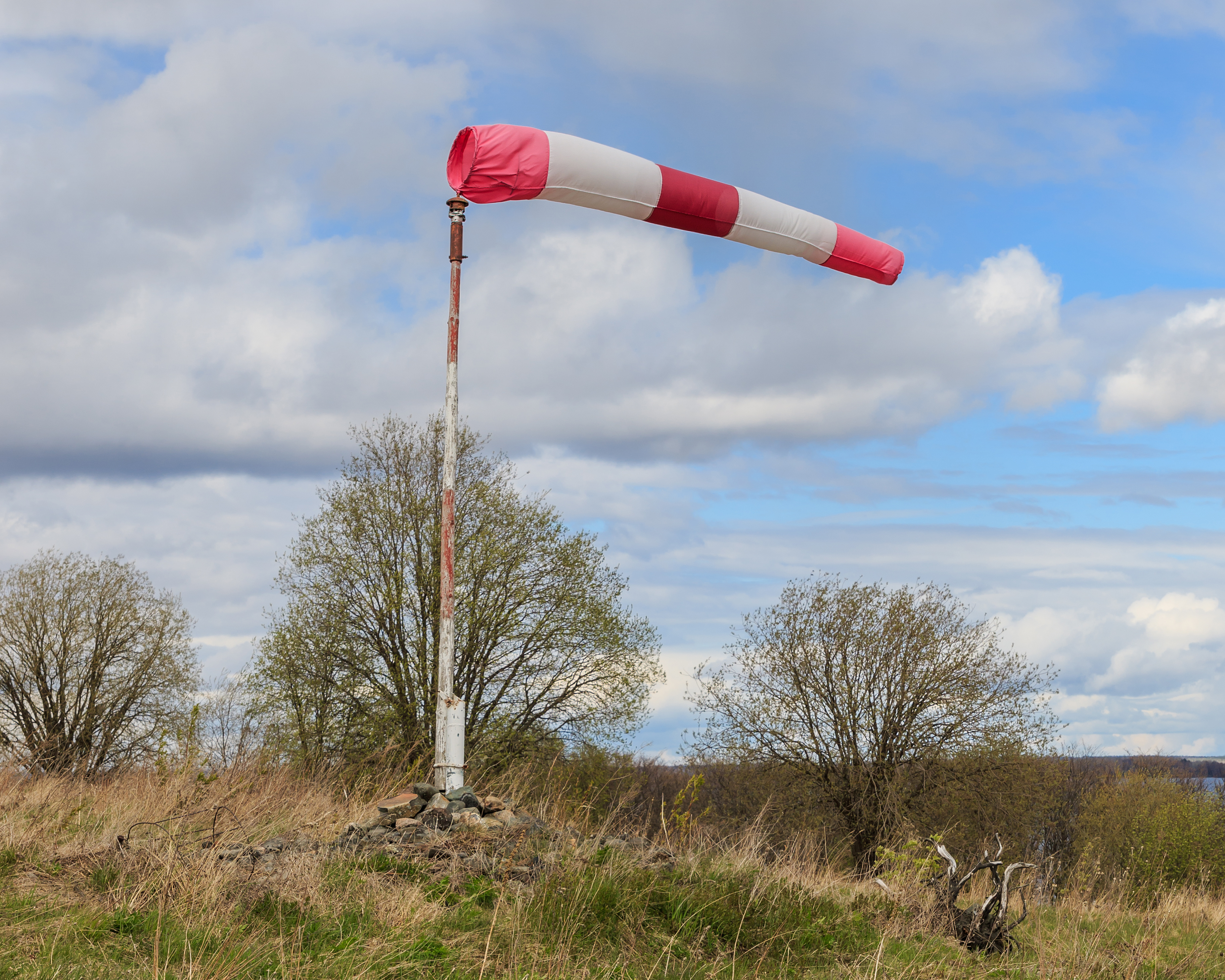
En vindstrut.

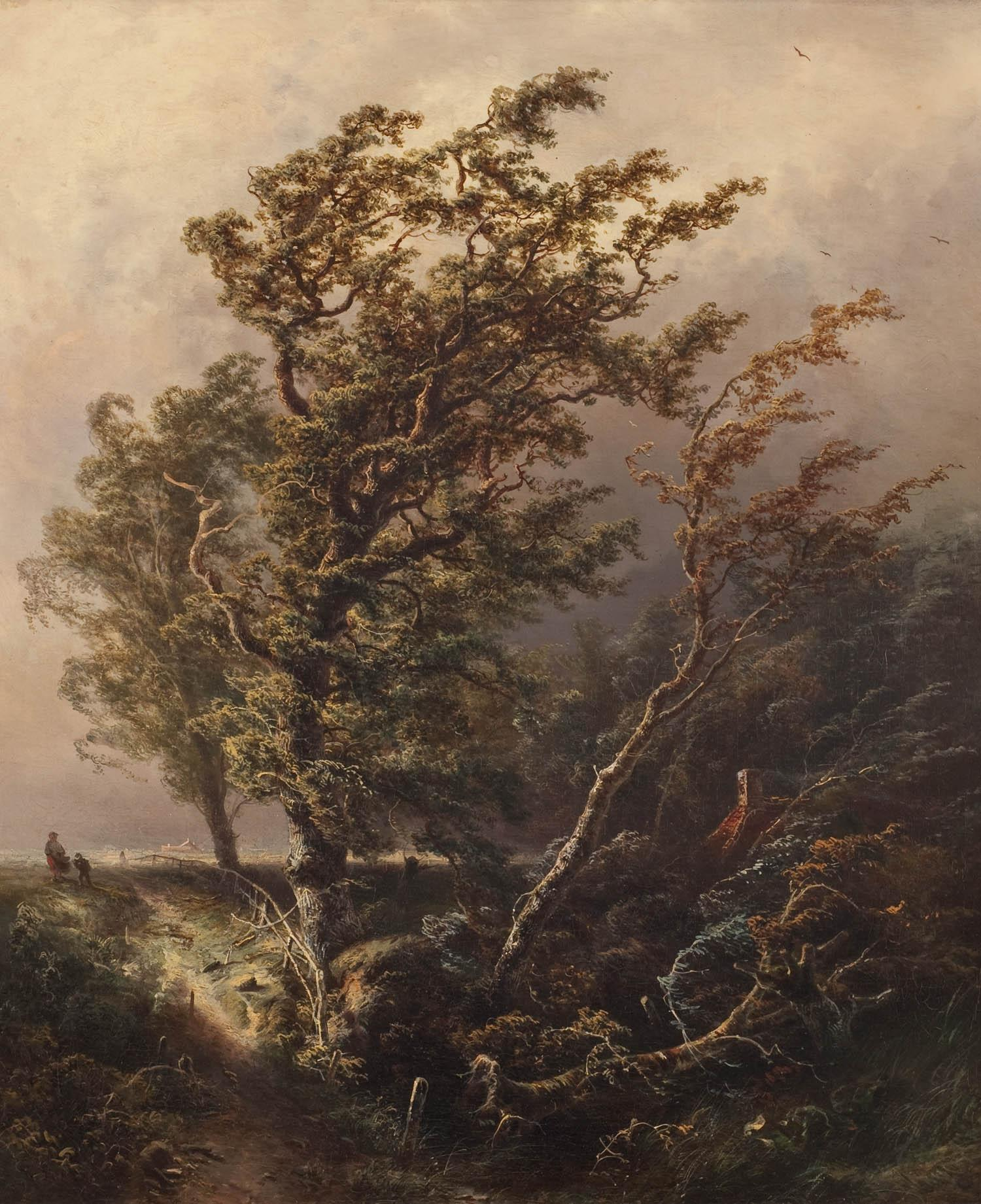
Pieter Kluyver (1816–1900).

Vind är flödet av luft i atmosfären. Vindar kan röra sig i alla riktningar – horisontellt, vertikalt och i virvlar. Vindar uppstår oftast på grund av att solinstrålningen varierar på jordytan, något som i sin tur leder till tryckskillnader i atmosfären. Luften rör sig från ställen med högt tryck mot ställen med lågt tryck. Ju större skillnad det är i lufttrycket, desto kraftigare blir vinden. Katabatiska vindar kan uppstå på grund av avkylning över glaciärer.

## Namngivning av vinden
För trakten typiska och årligen återkommande vindar har det ofta givits speciella namn som exempelvis mistral som blåser längs Rhônedalen, sirocco som förekommer i Nordafrikas och Arabiens ökenområden, föhn som ursprungligen härrör från Alperna, bora vid Adriatiska havet och monsun som man vanligtvis kopplar till Sydasien och Östasien. I svenska språket finns namnen Nordan, Sunnan, Västan och Östan som anger varifrån vinden kommer.

## Vindriktning
Med vindriktning menas den riktning varifrån det blåser. Vindriktning mäts med en vindflöjel, eller av en vimpel (bilden) som lyfter sig och "pekar" när det blåser. Den rapporterade vindriktningen skall vara en medelvindriktning – medelvärdet, som observerats under en viss tidsperiod, normalt under perioden 10 minuter. Vindriktningen mäts i och benämns av de vanliga väderstrecken och kan också mätas i form av grader, i intervallet 0 till 360 grader. Genom att stå med vinden i ryggen blir faktumet lågtryck åt vänster och högtryck åt höger på norr om ekvatorn och tvärt om på söder om ekvatorn.

## Vindby
Vindby är namnet på de "vågor" som förekommer i vinden, då starkare vind tillfälligt blåser för att följas av lägre hastighet.

## Vindstyrkor[2]
| B  | m/s       | Benämning    | Benämning      |
| B  | m/s       | på land      | till sjöss     |
| -- | --------- | ------------ | -------------- |
| 0  | 0–0,2     | Lugnt        | Stiltje        |
| 1  | 0,3–1,5   | Svag vind    | Nästan stiltje |
| 2  | 1,6–3,3   | Svag vind    | Lätt bris      |
| 3  | 3,4–5,4   | Måttlig vind | Måttlig bris   |
| 4  | 5,5–7,9   | Måttlig vind | Frisk bris     |
| 5  | 8,0–10,7  | Frisk vind   | Styv bris      |
| 6  | 10,8–13,8 | Frisk vind   | Hård bris      |
| 7  | 13,9–17,1 | Hård vind    | Styv kuling    |
| 8  | 17,2–20,7 | Hård vind    | Hård kuling    |
| 9  | 20,8–24,4 | Hård vind    | Halv storm     |
| 10 | 24,5–28,4 | Storm        | Storm          |
| 11 | 28,5–32,6 | Storm        | Svår storm     |
| 12 | ≥ 32,7    | Orkan        | Orkan          |

Vindstyrkor har i alla tider mätts men från första början var man tvungen att uppskatta vindhastigheten på sjöss utifrån en skala som Sir Francis Beaufort gjorde. Denna skala är den som idag kallas Beaufort, och observerar den påverkan vinden har på naturen vid olika hastigheter.
Det utformades därför en tabell där bland annat "beaufort 4" innebär att "Kvistar och tunna grenar rör sig, damm och lössnö virvlar upp". 
Idag används vindmätare som direkt mäter vindens hastighet, och enheten har ändrats till "meter per sekund (m/s)".
Utifrån Beauforts tabell har det även utformats en liknande skala på land.

Högre vindhastigheter än 11 beaufort (28,5 m/s) är ovanliga i inlandet (betydligt vanligare till sjöss).

### Meter per sekund
Sveriges meteorologiska och hydrologiska institut, SMHI har använt enheten meter per sekund (m/s) sedan mitten av 1920-talet vid prognoser som då presenterades i radion. Trots att den internationellt vedertagna SI-enheten för hastighet är m/s så har detta inte slagit igenom bland alla väderinstitut. Våra nordiska grannländer använder m/s, men i till exempel Tyskland och Frankrike används km/tim. I anglosaxiska länder är enheten "miles per hour" vanlig. Inom sjöfart och flygtrafik anges ofta vindhastigheten i knop.
Omräkningstabell:
```
   1 km/h motsvarar ungefär 0,28 m/s. 90 km/h = 25 m/s.
   1 mile/hour motsvarar ungefär 0,45 m/s.
   1 knop motsvarar 0,5 m/s.
```

Observera att man (åtminstone i Sverige) avser så kallade "meteorologiska knop". Egentligen är 1 knop en nautisk mil per timme, det vill säga ungefär 0,514 m/s.
Detta har tyvärr orsakat en del missförstånd genom åren och kan vid mycket höga vindhastigheter innebära ett fel på cirka 1 m/s.. Begreppet sekundmeter bör ej användas.

### Äldre mätningar
SMHI bedömer att mätkvalitén vad gäller vindhastigheter är bra sedan 1950-talet – dock är det idag mer aktuellt att studera de lufttrycksgradienter som skapar vinden, istället för hastigheten. Ur dessa kan den teoretiska, sk, geostrofiska vinden beräknas. Detta ger möjligheter att studera vindförhållandena så långt tillbaka som slutet av 1800-talet, eftersom lufttrycket mätts noggrant under lång tid.

### Vindens kyleffekt
| Vindhastighet | Vindhastighet | Temperatur (Celsius) | Temperatur (Celsius) | Temperatur (Celsius) | Temperatur (Celsius) | Temperatur (Celsius) | Temperatur (Celsius) | Temperatur (Celsius) | Temperatur (Celsius) | Temperatur (Celsius) |
| Vindhastighet | Vindhastighet | 10                   | 6                    | 0                    | -6                   | -10                  | -16                  | -26                  | -36                  |                      |
| ------------- | ------------- | -------------------- | -------------------- | -------------------- | -------------------- | -------------------- | -------------------- | -------------------- | -------------------- | -------------------- |
| m/s           | 2 m/s         | 9                    | 5                    | -2                   | -9                   | -14                  | -21                  | -33                  | -44                  |                      |
| m/s           | 6 m/s         | 7                    | 2                    | -5                   | -13                  | -18                  | -26                  | -38                  | -51                  |                      |
| m/s           | 10 m/s        | 6                    | 1                    | -7                   | -15                  | -20                  | -28                  | -41                  | -55                  |                      |
| m/s           | 14 m/s        | 6                    | 0                    | -8                   | -16                  | -22                  | -30                  | -44                  | -57                  |                      |
| m/s           | 18 m/s        | 5                    | -1                   | -9                   | -17                  | -23                  | -31                  | -45                  | -59                  |                      |

Vinden medför oftast en speciell "kyleffekt", vilket betyder att när det blåser blir den upplevda temperaturen lägre än vad termometern visar. Det beror på att vinden förflyttar den kalla luften. Formeln för kyleffekten är framtagen av Randall Oscevski (USA) och Maurice Bluestein (Kanada). Tabellen till höger visar vindens normala kyleffekt.

## Orsaker
Orsaken till vindar är att jordytan värms upp olika mycket. Storskaligt finns det stor skillnad mellan låga breddgrader, nära ekvatorn, och högre breddgrader mot polerna. I Kenya är solinstrålningen runt 6 kWh/m2 per dygn medan den i Sverige är under 3 kWh/m2 per dygn, se karta till höger.  Även lokalt uppstår det temperaturskillnader som beror på att jordytan värms upp olika mycket till exempel på grund av att mörka ytor värms upp snabbare än ljusare, och markytor värms upp snabbare än vattenytor. Exempel på detta är termik och cumulusmoln. I mycket liten skala kan det jämföras med konvektion i ett rum. 

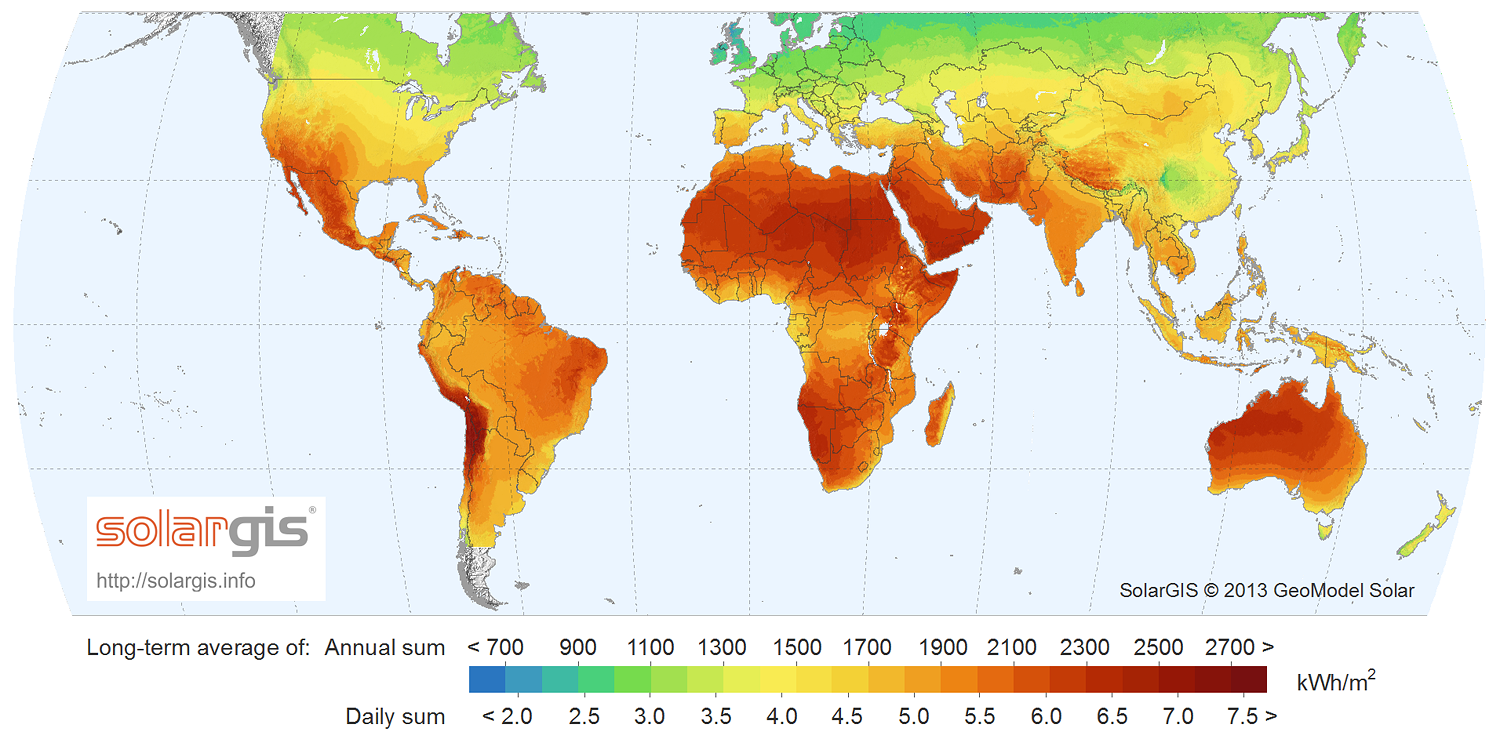

Dessa temperaturskillnader leder till tryckskillnader hos luftmassorna. Luften söker ett läge där trycket är samma på alla platser. Därför söker den sig från områden med högt tryck, till områden med lågt tryck.
En kort stegvis förklaring till att vindar uppstår:
1. Solljus omvandlas till värme i jordytan.
2. Luften värms upp och utvidgas, densiteten sjunker, "blir lättare" och stiger.
3. Undertryck skapas, och ny luft, vindar, fyller på från sidorna.
4. Den varma luftmassan driver iväg och kyls ned på hög höjd. Därvid ökar densiteten och blir tyngre än omgivande luft och sjunker. Högtryck skapas, varpå luften under måste flytta på sig.
Luften tenderar även att ta stora virvlar på grund av Corioliseffekten, som är den newtonska effekten av tröghet hos roterande system och centrifugalkraften. Dessa stora virvlar går i cirkel kring högtrycken. Globalt sett finns två stora drivkrafter för storskaliga vindar (den atmosfäriska cirkulationen) som är skillnaden i värme mellan ekvatorn och polerna (skillnad i absorption av solenergi som leder till uppåtsträvande krafter) och jordens rotation. Dessa globala vindar "matar" sedan befintliga vädersystem med kraft.

## Vind i världen
Världsrekordet vad gäller kraftigaste byvind slogs 12 april 1934 i Washington då det som mest blåste 116 m/s. På andra planeter blåser det vind, men med andra gaser än luft. Dessa kan vara mycket starka, särskilt på Neptunus och Saturnus.

### Vind i Sverige

Körsbärsträd som rör sig i vindar omkring 22 m/sek i Lysekil

I Sverige är de blåsigaste månaderna oftast under vintermånaderna november och december. Motsatt gäller att det är minst vind under maj och juni.
De i genomsnitt blåsigaste områdena i Sverige är de västra fjälltrakterna, väst- och sydkusten samt Öland och Gotland. Kraftigast uppmätta byvindhastighet i Sverige är 81 m/s i Tarfala 1992. Högst medelvindhastighet är 47 m/s i Stekenjokk den 16 november 2013 (Stormen Hilde).

## Användning
Vinden har nyttoanvänds under långa tider, exempelvis för torkning av tyg och dylikt. Vind är även en viktig kraftkälla och vindkraft fångas av vindkraftverk. Detta har även gjorts historiskt, genom väderkvarnar/möllor som malde säd och för pumpning av vatten.
Segling, med hjälp av vinden, sker både på land och över vatten. Även luftballonger kan sägas drivas av vind.

## Religion
Vayu är namnet på den hinduiska vindguden. Anemoi var vindgudar i grekisk mytologi.

## Vindstyrkor
- Vindstyrka
- Beauforts skala
- Bris
- Kuling
- Orkan
- Storm
- Vindby